# Bertil Edgardh
Hans Bertil Hampus Edgardh, född 7 februari 1918 i Kungsholms församling, Stockholms stad, död 11 juli 2000 i Oscars församling, Stockholms kommun, var en svensk manusförfattare, regiassistent, författare och psykoanalytiker.
Han blev filosofie licentiat vid Lunds universitet 1949, var verksam som psykoanalytiker och seminarieledare vid Psykoanalytiska Institutet i Stockholm.
"E:s huvudtema är etabl av kontakt mellan människor: det komplex av symboler vi använder för att nå förbindelse m andra." (Litteraturlexikon (1974), s. 62)

## Regi
- 1942 - Vi vill

## Manus
- 1942 - Örnungar